# André Parmentier
André Parmentier, född 29 maj 1876 i Sauveterre-de-Guyenne, död 1939, var en fransk sportskytt.
Han blev olympisk silvermedaljör i gevär vid sommarspelen 1920 i Antwerpen.